# Kotlubaiivka, Cernivți
Kotlubaiivka (în ucraineană Котлубаївка) este un sat în comuna Hontivka din raionul Cernivți, regiunea Vinnița, Ucraina.

## Demografie
Componența lingvistică a localității Kotlubaiivka
     Ucraineană (98,9%)
     Rusă (1,1%)
Conform recensământului din 2001, majoritatea populației localității Kotlubaiivka era vorbitoare de ucraineană (98,9%), existând în minoritate și vorbitori de rusă (1,1%).